# Glestagging
Glestagging (Steccherinum subcrinale) är en svampart som först beskrevs av Peck, och fick sitt nu gällande namn av Leif Ryvarden 1978. Enligt Catalogue of Life ingår Glestagging i släktet Steccherinum,  och familjen Meruliaceae, men enligt Dyntaxa är tillhörigheten istället släktet Steccherinum,  och familjen Steccherinaceae. Arten är reproducerande i Sverige. Inga underarter finns listade i Catalogue of Life.